# Сокольский (Татарстан)
Сокольский — поселок в Бугульминском районе Татарстана. Входит в состав Подгорненского сельского поселения.

## География
Находится в юго-восточной части Татарстана на расстоянии приблизительно 8 км на северо-восток по прямой от районного центра города Бугульма у реки Зай.

## История
Основан в начале XX века как хутор Сокольский.

## Население
Постоянных жителей было: в 1910 году- 68,1920 — 68, в 1926—152, в 1938—115, в 1949 — 89, в 1958 — 85, в 1970 — 56, в 1979 — 54, в 1989 — 24, в 2002 — 17 (русские 94 %), 23 в 2010.